# Dampfeisenbahn von Pairi Daiza
| Dampfeisenbahn von Pairi Daiza               | Dampfeisenbahn von Pairi Daiza |
| -------------------------------------------- | ------------------------------ |
| Die 2015 in Betrieb genommene Dampfeisenbahn |                                |
| Streckenverlauf                              |                                |
| Streckenlänge:                               | 2,5 km                         |
| Spurweite:                                   | 600 mm (Schmalspur)            |
| Streckengeschwindigkeit:                     | 7 km/h                         |
|                                              |                                |

Die Dampfeisenbahn von Pairi Daiza ist eine Schmalspurbahn mit einer Spurweite von 600 mm im zoologischen und botanischen Garten Pairi Daiza in Brugelette in der Provinz Hennegau von Belgien.

## Geschichte

### Pinnawala-Express

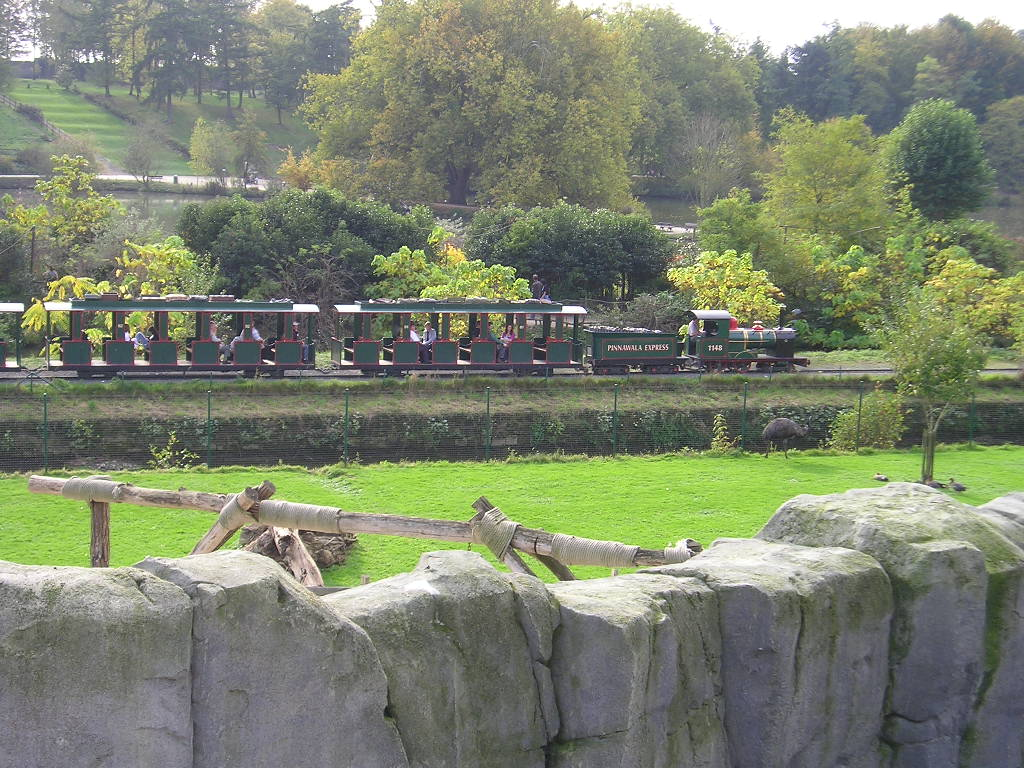
Pinnawala Express, 2005

Der Pinnawala-Express umrundete ab 2003 auf einer 1,7 km langen, kreisförmigen Schmalspurstrecke mit 600 mm Spurweite ohne Zwischenhalt entgegen dem Uhrzeigersinn die zentralen und östlichen Lagunen. Um 2010 wurde die Strecke weiter nach Süden verlegt, um das Königreich Ganesha zu durchqueren und um die Strecke zu verlängern. Im Jahr 2012 wurde die Strecke weiter nach Osten verlegt und verlief auf einer längeren Trasse hinter dem Lemuren-Archipel nach Süden hinter dem Königreich Ganesha.
Der Zug bestand aus einer als Dampflokomotive verkleideten Diesellokomotive, die ein maßstabgetreues Modell einer in Ceylon eingesetzten englischen Lokomotive war, und drei seitlich offenen Drehgestell-Personenwagen. Im Jahr 2014 wurde die ringförmige Streckenführung aufgegeben und teilweise abgebaut.

### Die Dampfeisenbahn

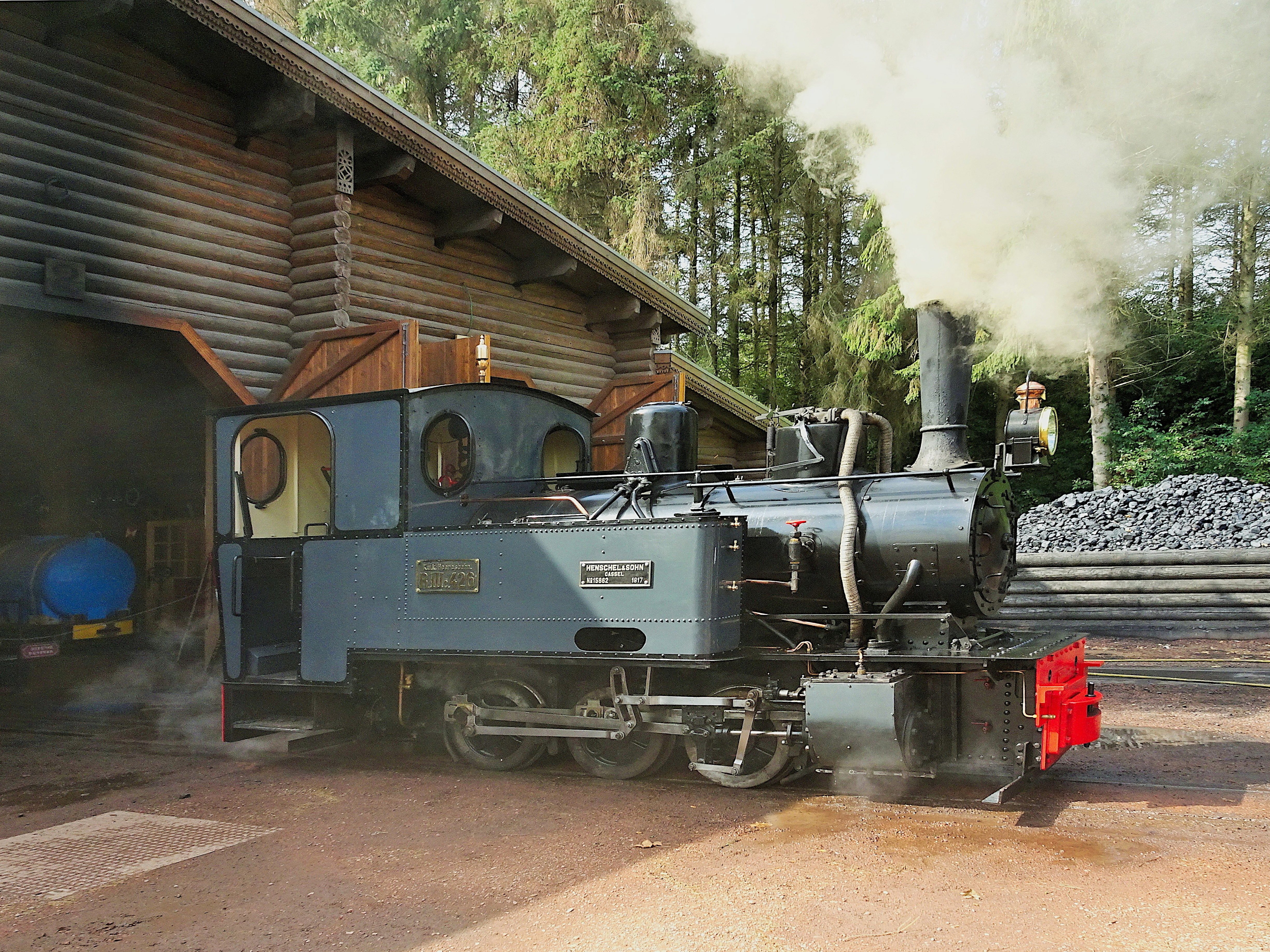
Henschel-Dampflok Nr. 15862 von 1917

Im Jahr 2015 wurde eine neue Ringbahnstrecke mit einer Spurweite von 600 mm in Betrieb genommen. Diese 2,5 km lange Strecke führt vom Schmalspur-Bahnhof in der Nähe der Moulin des Moines zu den Lagunen und führt durch mehrere Gehege. Im Nordwesten gibt es eine kurze Zweigstrecke zum innerhalb des Rings liegenden 700 m² großen Lokschuppen und Eisenbahnmuseum im Stil eines Depots von 1920.
Der erste, Anfang 2015 in Betrieb genommene Zug besteht aus einer generalüberholten polnischen Dampflokomotive aus dem Jahr 1954 und vier neuen Drehgestellwagen, die Nachbauten von Decauville-Wagen aus dem Jahr 1916 sind. Im Juli wurde ein zweiter Zug, bestehend aus einer 1917 in Deutschland gebauten Dampflokomotive und vier neuen Drehgestellwagen, in Betrieb genommen.

### Meterspur-Zahnradbahn

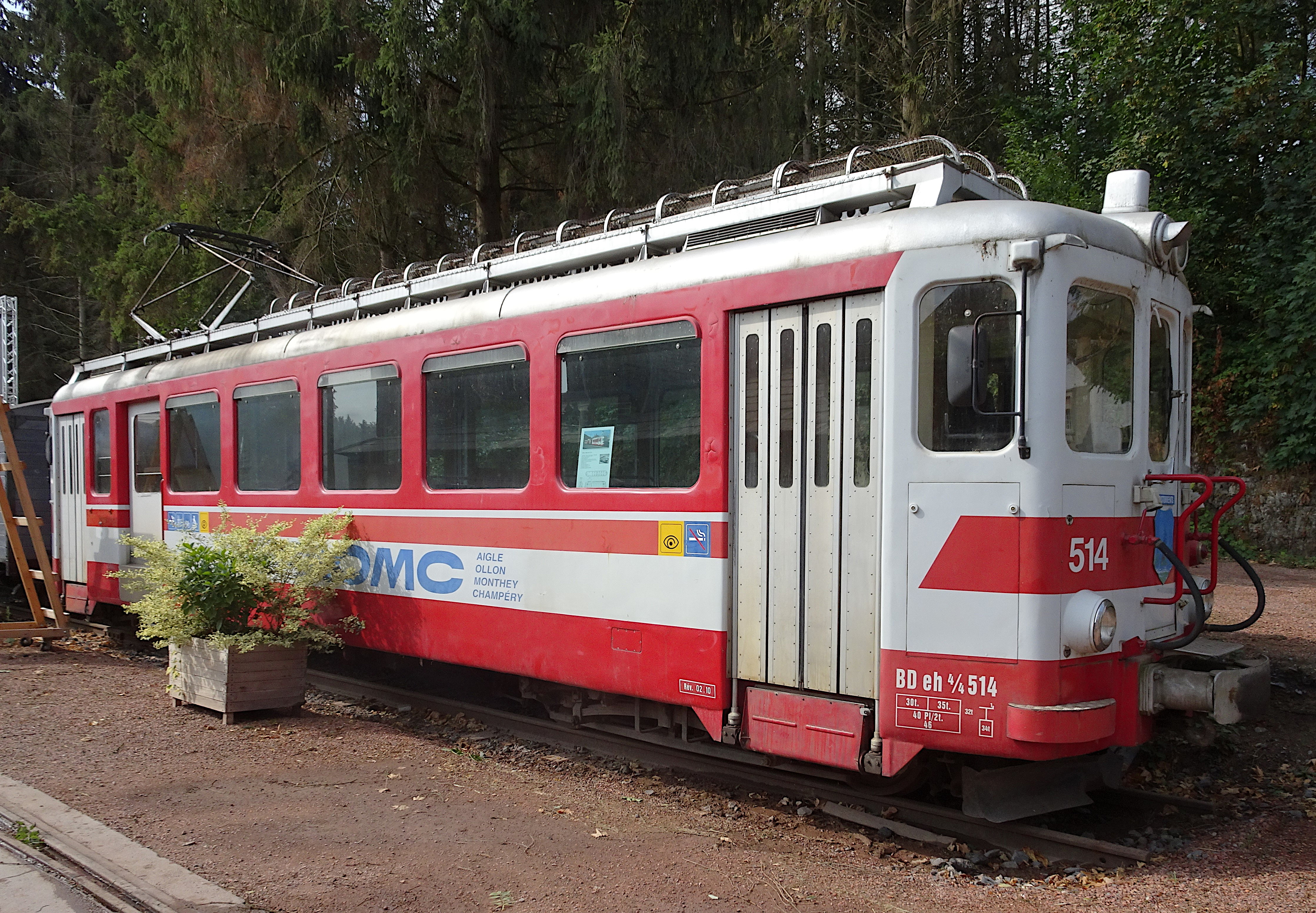
Zahnradbahn-Triebwagen

Im Juli 2016 konnten für einen symbolischen Preis von 1 Franken pro Fahrzeug drei 1954 gebaute Triebwagen, ein K-Wagen und ein Flachwagen, die zuvor in der Schweiz auf der Chemin de fer Aigle–Ollon–Monthey–Champéry (AOMC) der Transports publics du Chablais (TPC) im Einsatz waren, erworben werden. Der Triebwagen 514 und die beiden Wagen werden seit 2017 am Lokschuppen im Freien auf einem Meterspurgleis ausgestellt.
Zwei Triebwagen wurden in ihrer letzten Farbgebung neu lackiert, der dritte in seiner ursprünglichen Farbgebung, oben grau und unten rot mit dem AOMC-Logo. Diese Triebwagen sollen auf einer 2 km langen Meterspurbahn verkehren, die zwischen dem Bahnhof Brugelette der SNCB und dem Park gebaut werden soll. Es ist auch geplant, im Park eine alpine Landschaftskulisse mit einer lebensgroßen Nachbildung des alten Bahnhofs von Champéry zu errichten.